# Agrias melior
Agrias melior är en fjärilsart som beskrevs av Rbillard 1961. Agrias melior ingår i släktet Agrias och familjen praktfjärilar. Inga underarter finns listade i Catalogue of Life.